# Hans Morgenthau
Hans Joachim Morgenthau, född 17 februari 1904 i Coburg, Tyskland, död 19 juli 1980 i New York, New York, var en tysk-amerikansk statsvetare, expert på internationella relationer, en av de mest inflytelserika under 1900-talet. I hans bok Politics among Nations (1948) gav han en definition av internationella relationer, som kom att bli USA:s hållning i efterkrigstiden.
Morgenthau studerade vid universiteten i Berlin, Frankfurt och München. Han hade tjänst som lektor i Frankfurt tills han 1937 begav sig till USA, där han blev professor vid University of Chicago. Tillsammans med Edward Carr grundade han den realistiska skolan inom internationella relationer, vilken ser nationsstater som de primära aktörerna och framför allt studerar fenomen från ett maktperspektiv. För USA:s del innebar hans arbete ett paradigmskifte, där de började fokusera diplomati och maktintressen, i stället för att drivas av idealism och värden. Morgenthau lade fram programmet i sin banbrytande bok Politics Among Nations.
I Politics Among Nations formulerar Morgenthau realismens principer i sju punkter. Dessa innehåller principer som att politik, liksom samhället i stort, styrs av sakliga lagar som har sin grund i den mänskliga naturen, som är oföränderlig: därför är det möjligt att utveckla en rationell teori som återspeglar dessa sakliga lagar. Den bärande idén för politisk realism är idén att intressen, definierade i termer av makt, ingår i den rationella ordningen och därför möjliggör en teoretisk förståelse av politik. Politisk realism förespråkar det rationella, objektiva, och icke-emotionella. Politik kan inte skiljas från moraliska implikationer i en handling, men förhåller sig amoraliskt, inte immoraliskt till sådana faktorer, menar Morgenthau. Realismen menar vidare att den mänskliga naturen har en pluralistisk definition.
Carnegie Council for Ethics in International Affairs har instiftat en årlig föreläsning till hans minne, Morgenthau lectures.